# Couvent franciscain de Šćit
Le couvent franciscain de Šćit est un couvent de franciscains situé à Šćit, dans la municipalité de Prozor-Rama en Bosnie-Herzégovine. Il a sans doute été fondé au XVe siècle et est inscrit sur la liste des monuments nationaux de Bosnie-Herzégovin.

## Localisation

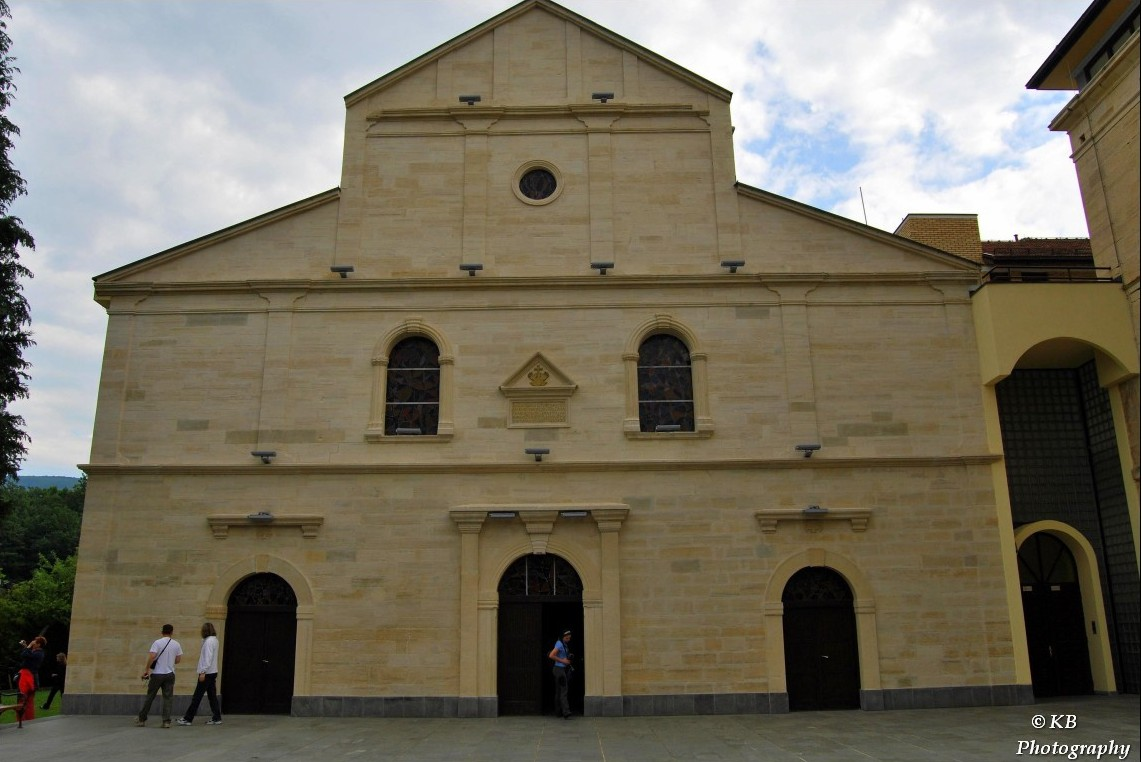
L'église de l'Assomption

## Architecture

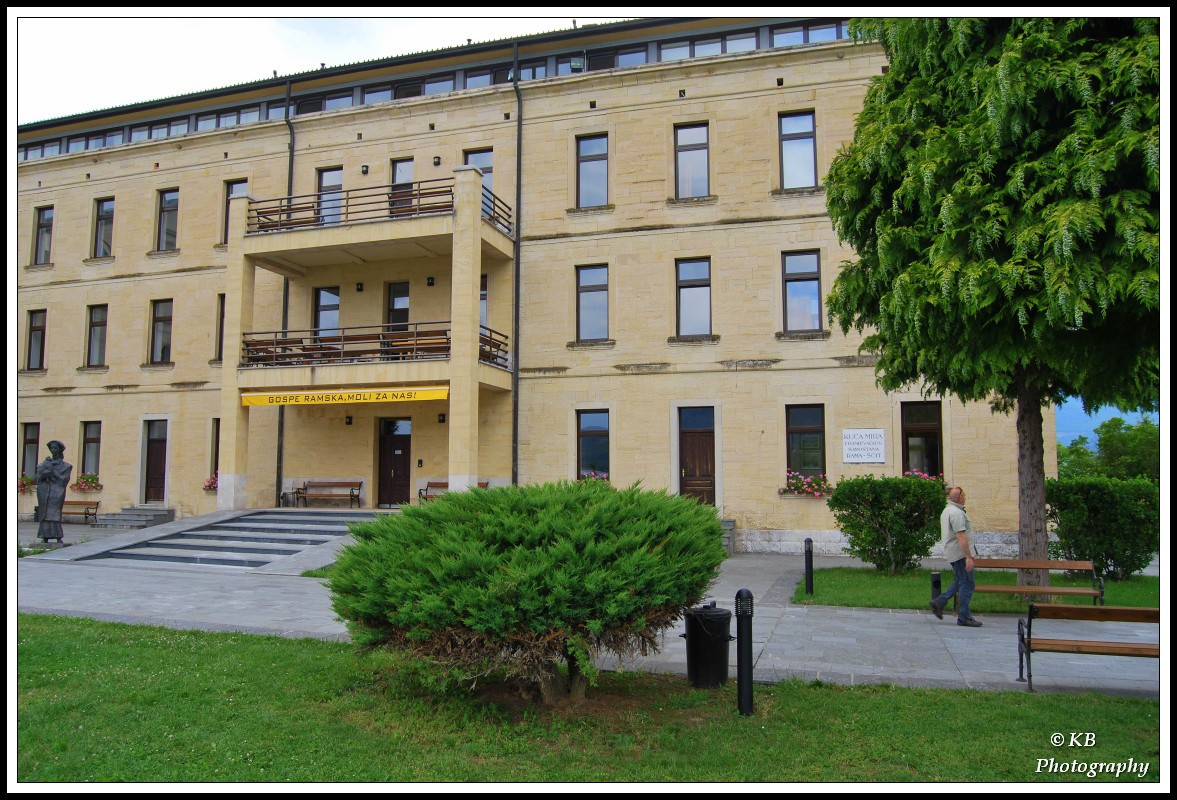
Autre vue du couvent

## Sculptures

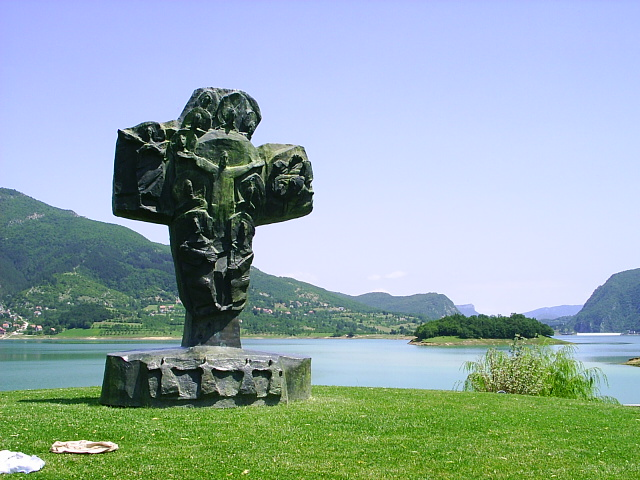
Sculpture dans le couvent, au bord du lac de Rama
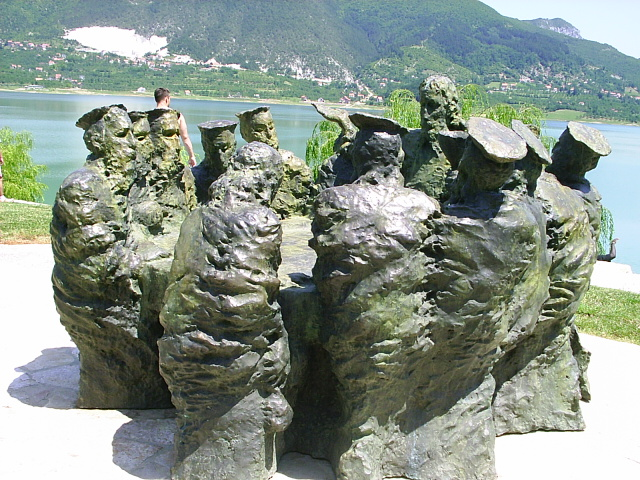
Autre sculpture